# Antonio Alberti (Maler)
Antonio Alberti (* zwischen 1390 und 1400 in Ferrara; † vor 1449 in Urbino) war ein italienischer Maler.
Alberti lebte von 1423 bis zu seinem Tod in Urbino. Von seinen Kindern heiratete Calliope, sie war die Ehefrau von Bartolomeo Viti und die Mutter von Timoteo Viti.
Die einzigen erhaltenen Werke von Alberti sind die Fresken in der Kapelle von Talamello bei Pesaro (1437), ein Gonfanon in der Nationalgalerie von Urbino, Reste von Fresken im Glockenturm von S. Francesco in Urbino, eine Verkündigung in der gleichnamigen Kirche sowie dreizehn Tafeln als Teil eines Polyptychons für S. Bernardino (1439, jetzt in der Galerie von Urbino). Diese wenigen Werke zeigen, dass Alberti keineswegs ein Schüler von Agnolo Gaddi war, wie Vasari glaubt, sondern dass er Formen vorwegnahm, die später für die fortgeschrittene Ferrareser Malerei des 15. Jahrhunderts und insbesondere für Francesco del Cossa typisch waren.